# Marcus Jan Adriani (predikant)
Marcus Jan Adriani (Oterdum, 28 februari 1771 - Oude Pekela, 5 december 1845) was een Nederlandse predikant en schoolopziener.

## Biografie

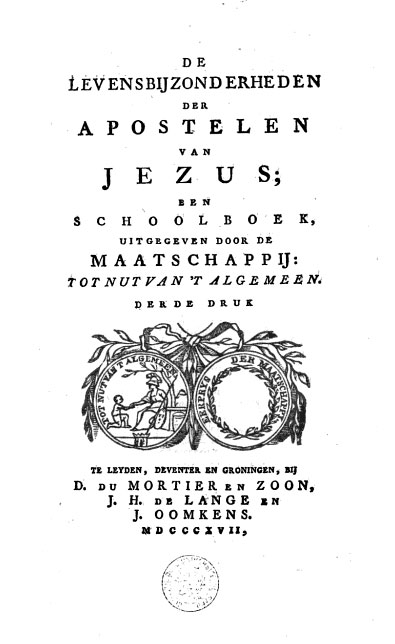
Titelpagina van het door Adriani geschreven schoolboek De levensbijzonderheden der Apostelen van Jezus (derde druk 1817)

Adriani was een zoon van de predikant Petrus Adriani en Sara Busch. Zijn grootvader, mr. Arius Adriani, was secretaris en fiscaal van de Ommelanden en secretaris van Stad en Lande van Groningen. Hij trouwde op 12 augustus 1794 te Tjalleberd met Alegonda van der Tuuk, dochter van dominee Nicolaas van der Tuuk en Henrica Eilerts uit Usquert.
Adriani studeerde theologie in Groningen en Leiden. Hij stond al op 14-jarige leeftijd, op 14 september 1785, ingeschreven aan de Universiteit van Groningen. Van 3 augustus 1797 tot 3 december 1809 was hij predikant te Tjalleberd. Hij was hervormd predikant te Oude Pekela van 17 december 1809 tot aan zijn overlijden. Hij stond bekend als bekwaam theoloog, schoolopziener en nutsschrijver. Hij werd in 1821 opvolger van de overleden schoolopziener Hendrik Wester in het vijfde district van de provincie Groningen. In 1842 nam hij als zodanig afscheid.
Adriani was lid van het departement Groningen van de Maatschappij tot Nut van 't Algemeen. In 1821 verscheen van zijn hand de Redevoering ter nagedachtenis van den heer H. Wester. In 1826 hield hij de feestrede bij het eerste monument van graaf Adolf van Nassau. Naar aanleiding daarvan gaf hij in 1827, tezamen met de uitgever en dichter Hajo Albertus Spandaw, zijn Hulde aan de nagedachtenis van Graaf Adolf van Nassau uit. Zijn schoolboek Geschiedenis van Jesus en die van de De levensbijzonderheden der Apostelen van Jezus werden door het Nut met goud bekroond.
Adriani was een van de grote voorstanders van onderwijsverbetering; zelf gaf hij kosteloos les aan kwekelingen. Als lid van de Provinciale Commissie van Onderwijs in Groningen was Adriani betrokken bij de stichting van een gedenkteken voor de schoolopziener Hendrik Wester.
Hij werd op 26 augustus 1843 door koning Willem II benoemd tot Ridder in de Orde van de Nederlandse Leeuw.
Adriani overleed in december 1845 op 74-jarige leeftijd in zijn woonplaats Oude Pekela. Hij ligt, met zijn echtgenote, begraven op het kerkhof bij de Nederlands Hervormde kerk in Oude Pekela.
- Biografisch Portaal: 11840907
- Digitale Bibliotheek voor de Nederlandse Letteren: adri014
- International Standard Name Identifier: 0000 0003 9797 0099
- Nederlandse Thesaurus van Auteursnamen: 069912165
- Virtual International Authority File: 74231543
- WorldCat: E39PBJpv3w6y3GBvfrf3KMxhpP